# Saidjamshid Jafarov
Saidjamshid Jafarov (Bujará) es un deportista uzbeko que compite en boxeo. Ganó una medalla de plata en el Campeonato Mundial de Boxeo Aficionado de 2023, en el peso semimedio.

## Palmarés internacional
| Campeonato Mundial | Campeonato Mundial   | Campeonato Mundial | Campeonato Mundial |
| Año                | Lugar                | Medalla            | Categoría          |
| ------------------ | -------------------- | ------------------ | ------------------ |
| 2023               | Taskent (Uzbekistán) | Medalla de plata   | 71 kg              |